# Trapped by Television
Pour plus de détails, voir Fiche technique et Distribution.
Trapped by Television est un film américain en noir et blanc réalisé par Del Lord, sorti en 1936. 

## Synopsis
Fred Dennis, un jeune inventeur, travaille sur sa dernière création : un système de télévision innovant avec écran de télévision et caméra, capables de révolutionner le monde de l'information. Il a, cependant, du mal à mener à bien son projet faute de fonds. Ses problèmes monétaires sont aggravés par un agent de recouvrement agressif qui fait pression pour obtenir des payements, et par la concurrence d'un rival scientifique. Lorsque Dennis parvient enfin à trouver une société financière prête à le financer, des membres de la mafia tentent de saboter son projet, n'hésitant pas à recourir au meurtre, plongeant l'intrépide inventeur dans le désespoir.

## Exactitude de l'anticipation
Bien que les téléviseurs aient été fabriqués à partir de la fin des années 1920, ils n'ont été commercialisés qu'après 1936. Le modèle entièrement électronique présenté dans le film, a été conçu pour la production, en utilisant une projection rétro-éclairée d'une image en mouvement sur l'écran.
L'écran se distinguait par sa grande taille alors que les écrans de télévision de l'époque étaient plus petits. Un simple accessoire tube cathodique est représenté comme circulaire et discuté par les acteurs comme un composant essentiel mais coûteux, qui coûterait 146 $ en dollars de 1936.
Pour la séquence de « démonstration », les inventeurs ont choisi d'installer leur caméra dans un stade pour diffuser un match de football commenté, anticipant ainsi l'un des usages les plus lucratifs de la télévision sportive.
Le service régulier de diffusion télévisée de la BBC a débuté en novembre 1936, soit quatre mois après la sortie de ce film.
Le réalisateur Del Lord, a également présenté un grand écran similaire se déroulant dans la scène des chutes du Niagara de son court métrage de 1940 A Plumbing We Will Go (en), avec le trio comique Les Trois Stooges.

## Fiche technique
- Titre original : Trapped by Television
- Titre français : La Télévision révélatrice
- Réalisation : Del Lord
- Scénario : Lee Loeb (en), Harold Buchman (en), Sherman Lowe (en)
  - Adaptation : Al Martin (screenwriter) (en)
- Photographie : Allen G. Siegler
- Montage : James Sweeney (film editor) (en)
- Producteur : Ben Pivar
- Société de production et de distribution : Columbia Pictures
- Pays de production :  États-Unis
- Langue originale : anglais américain
- Format : noir et blanc — 35 mm — 1,37:1 — son : mono (Western Electric Noiseless Recording)
- Genre : comédie dramatique, Policier, anticipation
- Durée : 64 minutes
- Dates de sortie :
  - États-Unis : 15 juin 1936
  - France : 5 janvier 1938

## Distribution
- Mary Astor : Barbara "Bobby" Blake
- Lyle Talbot : Fred Dennis
- Nat Pendleton : Rocky O'Neil
- Joyce Compton : Mae Collins
- Thurston Hall : John Curtis
- Henry Mollison (en) : Thornton
- Wyrley Birch : Paul Turner
- Robert Strange (actor) (en) : Standish